# Erik cel Roșu

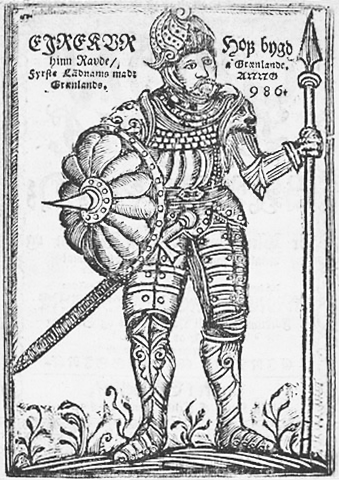
Ilustriaţie a lui Erik cel Roşu, din Gronlandia lui Arngrímur Jónsson. A se nota detaliile anacronice ale armurii și ale armelor.

Erik Torvaldsson, supranumit Erik cel Roșu (limba nordică veche: Eiríkr rauði, norvegiană: Eirik Raude) (cca. 950, în Jæren - cca.1003, în Groenlanda) a fost un navigator și explorator norvegian-islandez care, potrivit textului din Saga lui Erik cel Roșu (lb. nord. veche Eiríks saga rauða), a descoperit Groenlanda și a întemeiat prima colonie în acest loc. Apelativul „cel Roșu” provine, cel mai probabil, de la culoarea părului.

## Biografie
Erik cel Roșu s-a născut în Norvegia, fiul lui Thorvald Asvaldsson (Þorvaldr Ásvaldsson). În jurul anului 960 s-a stabilit în vestul Islandei, împreună cu tatăl său, care trebuia să se ascundă în urma unor omucideri. Thorvald moare câțiva ani mai târziu.

## Expediții
În 982 a părăsit Islanda în exil timp de trei ani, conform narațiunii din Saga lui Erik cel Roșu, din cauza unor crime comise, și s-a îndreptat către vest, spre a verifica cele evocate de o legendă conform căreia islandezul Grunnbjörn Ulavsson ar fi zărit acolo pământ.
În dreptul paralelelor 65-66º lat.N, Erik găsește pământul căutat. Acesta a navigat de-a lungul țărmului până la extremitatea sudică, apoi de-a lungul țărmului sud-vestic. Aici a găsit porțiuni de câmpie care, în anotimpul cald, sunt înverzite, motiv pentru care a denumit pământul respectiv Groenlanda (i.e. „Țara Verde”). Mai târziu descoperă Labrador, pe coasta canadiană estică de astăzi.
A rămas acolo timp de trei ani. S-a întors în Islanda, de unde a revenit în 986, cu o flotilă de corăbii vikinge (drakkare) și a întemeiat prima colonie vikingă din Groenlanda.